# Zaid Ait Malek
Pour les articles homonymes, voir Malek.
Zaid Ait Malek Oulkis, né en 1984 au Maroc, est un coureur de fond espagnol d'origine marocaine spécialisé en skyrunning. Il a remporté la médaille de bronze de la SkyRace aux championnats d'Europe de skyrunning 2019.

## Biographie

### Jeunesse et débuts en compétition
Zaid Ait Malek naît en 1984 dans une famille berbère du Maroc. Plus jeune de six enfants, il doit travailler dès l'âge de 18 ans pour contribuer financièrement à sa famille. Ayant trouvé un travail dans la construction avec son frère et son cousin, il rêve d'une vie meilleure en Europe. Le 31 décembre 2006, son cousin le convainc de se cacher à bord d'un camion puis d'embarquer sur un ferry pour se rendre clandestinement en Espagne. Les deux hommes parviennent à destination mais alors que son cousin se fait arrêter par la police, Zaid Ait Malek parvient à s'enfuir. Il est recueilli par un groupe d'émigrés marocains qui l'hébergent à Estepona,.
Il trouve du travail dans les serres près d'Almería. Il apprend l'espagnol et s'intègre grâce au sport, d'abord avec le football puis avec la course à pied. Il se découvre un talent pour ce sport et s'essaie à la compétition. Il remporte des épreuves locales et les primes de victoire lui permettent de compléter son maigre revenu. Un collègue de club lui suggère de s'essayer au trail. Cette discipline lui rappelant sa jeunesse à courir dans les montagnes, il s'y essaie avec succès et remporte ses premières victoires en 2012, se spécialisant dans la discipline technique du skyrunning,. Il s'impose notamment au Zumaia Flysch Trail durant le ramadan. Au vu de ses succès, son club décide de l'inscrire à la prestigieuse course Zegama-Aizkorri en 2013. Encore inconnu sur la scène internationale, il réalise une excellente course et se classe quatrième derrière trois ténors de la discipline : Kílian Jornet, Luis Alberto Hernando et Tadei Pivk.

### Succès en skyrunning
Il confirme ses succès sur la scène nationale et internationale en 2014. Le 1er juin, il effectue une excellente course lors de la Camille Extreme. Parvenant à larguer ses adversaires, il s'impose en 2 h 53 min 21 s, établissant un nouveau record du parcours. L'épreuve comptant comme championnats d'Espagne de course en montagne, le titre revient à son dauphin Manuel Merillas, Zaid Ait Malek n'étant pas Espagnol. Le 8 juin, il s'élance aux côtés de Pablo Villa sur le Maratón Alpino Madrileño. Il accélère le rythme à mi-parcours et termine la course en solitaire, s'imposant avec plus de vingt minutes sur son rival. Le 23 août, il laisse partir l'Espagnol Aritz Egea en tête du Matterhorn Ultraks et le suit de près. À mi-parcours, il prend les devants et domine la seconde partie de course pour remporter la victoire. Il termine la saison à la troisième place du classement Sky de la Skyrunner World Series derrière Kílian Jornet et Ionuț Zincă.
Il obtient la nationalité espagnole en 2018.
Il connaît à nouveau une bonne saison en Skyrunner World Series en 2019. Le 29 juin, il s'élance sur l'Olympus Marathon et profite de l'abandon en début de course du favori Dimitrios Theodorakakos pour reprende les commandes. Il voit cependant le Bulgare Kiril Nikolov effectuer une grosse remontée et le doubler. Zaid Ait Malek profite de la descente pour repasser en tête et s'offrir la victoire. Le 23 août, il prend le départ de la SkyRace des championnats d'Europe de skyrunning à Bognanco, courant enfin sous les couleurs espagnoles. Voyant son compatriote Jan Margarit foncer en tête, il assure sa place dans le groupe de tête pour terminer sur la troisième marche du podium derrière le Suisse Roberto Delorenzi.
Le 5 septembre 2021, il prend le départ du Desafio Urbion qui accueille les championnats d'Espagne de trail de la RFEA. Il court en tête aux côtés de Manuel Merillas et Miguel Caballero. Après que ce dernier ait levé le pied, Manuel Merillas accélère pour s'emparer du titre. Zaid Ait Malek termine cinq minutes derrière lui et décroche la médaille d'argent. Le 26 septembre, il est mené dans un premier temps par le Kényan Ben Kimtai lors de la course Gorbeia Suzien. Il fait ensuite parler son expérience pour prendre la tête en deuxième partie de course et filer vers la victoire.

## Palmarès
| no  | masculin           | Course                                            | Longueur | Départ            | Temps            |
| --- | ------------------ | ------------------------------------------------- | -------- | ----------------- | ---------------- |
| 1re | Médaille d'or      | Zumaia Flysch Trail                               | 31 km    | 22 juillet 2012   | 2 h 19 min 6 s   |
| 4e  | 4e                 | Zegama-Aizkorri                                   | 42 km    | 26 mai 2013       | 3 h 59 min 33 s  |
| 2e  | Médaille d'argent  | Haria Extreme                                     | 32,5 km  | 15 juin 2013      | 2 h 37 min 16 s  |
| 3e  | Médaille de bronze | Gorbeia Suzien                                    | 28 km    | 19 octobre 2013   | 2 h 32 min 9 s   |
| 2e  | Médaille d'argent  | Transgrancanaria Advanced                         | 84 km    | 1er mars 2014     | 8 h 18 min 21 s  |
| 2e  | Médaille d'argent  | KM Vertical La Bobia                              | 4 km     | 15 mars 2014      | 33 min 14 s      |
| 1re | Médaille d'or      | Carrera Alto Sil                                  | 32 km    | 16 mars 2014      | 2 h 52 min 40 s  |
| 5e  | 5e                 | Zegama-Aizkorri                                   | 42 km    | 25 mai 2014       | 3 h 55 min 6 s   |
| 1re | Médaille d'or      | Maratón Alpino Madrileño                          | 42 km    | 8 juin 2014       | 4 h 3 min 53 s   |
| 1re | Médaille d'or      | Matterhorn Ultraks 46K                            | 46 km    | 23 août 2014      | 4 h 45 min 1 s   |
| 3e  | Médaille de bronze | Transgrancanaria Advanced                         | 84 km    | 7 mars 2015       | 8 h 49 min 25 s  |
| 2e  | Médaille d'argent  | Carrera Alto Sil                                  | 32 km    | 15 mars 2015      | 2 h 54 min 55 s  |
| 2e  | Médaille d'argent  | Retezat SkyRace                                   | 28 km    | 20 juin 2015      | 3 h 6 min 37 s   |
| 2e  | Médaille d'argent  | Haria Extreme Ultra                               | 78 km    | 15 août 2015      | 8 h 0 min 45 s   |
| 2e  | Médaille d'argent  | Ultra Pirineu                                     | 109 km   | 19 septembre 2015 | 12 h 12 min 23 s |
| 1re | Médaille d'or      | UCAM Falco Trail Maratón                          | 43 km    | 6 décembre 2015   | 4 h 12 min 25 s  |
| 3e  | Médaille de bronze | Transvulcania                                     | 73 km    | 13 mai 2017       | 7 h 26 min 31 s  |
| 2e  | Médaille d'argent  | Ultra Pirineu                                     | 109 km   | 29 septembre 2018 | 12 h 40 min 26 s |
| 1re | Médaille d'or      | Reventón Trail El Paso - Maratón                  | 45 km    | 30 mars 2019      | 3 h 43 min 59 s  |
| 1re | Médaille d'or      | Olympus Marathon                                  | 44 km    | 29 juin 2019      | 4 h 31 min 47 s  |
| 3e  | Médaille de bronze | Buff Epic Trail 42K                               | 42 km    | 14 juillet 2019   | 4 h 11 min 7 s   |
| 3e  | Médaille de bronze | Matterhorn Ultraks Extreme                        | 25 km    | 23 août 2019      | 3 h 31 min 24 s  |
| 4e  | Médaille de bronze | Championnats d'Europe de skyrunning - SkyRace     | 31 km    | 23 août 2019      | 2 h 59 min 17 s  |
| 2e  | Médaille d'argent  | ZacUp SkyRace                                     | 27 km    | 15 septembre 2019 | 2 h 52 min 30 s  |
| 4e  | 4e                 | Championnats du monde de skyrunning - SkyMarathon | 42 km    | 11 juillet 2021   | 4 h 18 min 23 s  |
| 2e  | Médaille d'argent  | Reventón Trail El Paso                            | 32 km    | 7 août 2021       | 2 h 25 min 9 s   |
| 2e  | Médaille d'argent  | Desafío Urbión                                    | 36 km    | 5 septembre 2021  | 3 h 45 min 50 s  |
| 1re | Médaille d'or      | Gorbeia Suzien                                    | 31 km    | 26 septembre 2021 | 3 h 3 min 40 s   |
| 4e  | 4e                 | Championnats d'Europe de skyrunning - SkyRace     | 35 km    | 20 novembre 2021  | 3 h 57 min 47 s  |
| 5e  | 5e                 | Championnats d'Europe de trail                    | 47,39 km | 2 juillet 2022    | 3 h 48 min 34 s  |
| 2e  | Médaille d'argent  | Madeira SkyRace                                   | 45 km    | 17 juin 2023      | 5 h 11 min 13 s  |
| 2e  | Médaille d'argent  | Desafío Urbión                                    | 37 km    | 10 septembre 2023 | 3 h 48 min 48 s  |
| 1re | Médaille d'or      | Desafío Urbión Ultra (Open)                       | 70 km    | 7 septembre 2024  | 7 h 43 min 18 s  |